# جراحة المهبل التجميلية

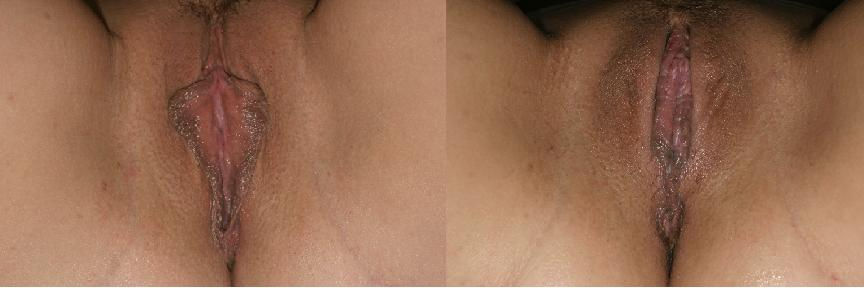
المظهر قبل الجراحة (يسار)، والمظهر بعد الجراحة (يمين) لتصغير الشفرين وخفضهما

جراحات المهبل التجميلية (بالإنجليزية: Vaginoplasty)‏ هي جراحة تجميل وترميمية لقناة المهبل وأغشيته المُخاطية أو تركيبه، التي قد تكون مشوهة بسبب عيب خلقي، أو أسباب مكتسبة خلال الحياة مثل السرطان أو الرضوض. هناك عدة أنواع من هذه الجراحة ولكل منها دواع، وطرق مختلفة لاجرائها. وأكثرها انتشاراً:
- عمليات تضييق وتجميل المهبل أو رأب المهبل Vaginoplasty
- عمليات رفع هبوط وترهلات المهبل Vaginal Repair
- عمليات تقويم الشفر الصغرى Labiaplasty
- عمليات تضخيم أو تصغير الشفر الكبرى Labia Majora Reduction/Augmentation
- حقن مضخمة منطقة ج G-Spot Augmentation

## التضييق والتجميل
عادة ما تتعرض أنسجة المهبل ، من أربطة وعضلات، للارتخاء والتلف بعد الولادة الطبيعية ، مما يؤدي إلى الشعور بتوسع منطقة المهبل ويتناقص الإحساس أو الاحتكاك أثناء الجماع، حيث ينتج عنه عدم الرضا من كلا الطرفين خلال عملية الجماع. لذلك تلجأ العديد ممن يعانين من هذه المشكلة لإجراء عمليات لتضييق وتجميل المهبل. و يهدف هذا النوع من العمليات إلى تضييق المهبل ومنطقة العجان عن طريق إعادة بناء المهبل وشد الأنسجة الداعمة له.
عمليات تضييق وتجميل المهبل، أو ما يسمى بالتجديد المهبلي Vaginal Rejuvenation، حيث قد يستخدم جهاز الليزر في إجراء العملية Vaginal Rejuvenation Laser، سوف تعزز بصورة فعالة انشداد الأنسجة وضيق جدران المهبل من خلال خفض قطرها المهبلية، وبالتالي يكون الاحتكاك أثناء العلاقة الزوجية أكثر فيزداد الشعور بالمتعة الجنسية. وتحديد العملية الجراحية المطلوبة لكل مريض يختلف تبعا لكمية ونوع من الارتخاء.
وبالإمكان إجراء العملية إما بالتخدير العام أو التخدير الموضعي بناء على رغبة المريضة، وتستغرق العملية عادة حوالي الساعة ويمكن أن يكون الوقت أقل من ذلك أو أكثر حسب نوع العملية (عادة أكثر إذا كان هناك هبوط لأنسجة المهبل أو سلس بول)، وتخرج معظم المريضات من المستشفى بعد عدة ساعات من العملية. وفي معظم الأحيان تكون المراجعة الأولى بعد العملية في غضون أربعة أسابيع من تاريخ العملية. ويمكن العودة إلى ممارسة العلاقة في خلال حوالي أربعة أسابيع، وذلك لإعطاء الجرح فترة كافية للشفاء. وتستغرق الخيوط فترة من ثلاثة إلى أربعة اسابيع لتذوب تلقائيا، وإن كانت نوعية الخيوط تختلف في مدة زوالها.
وتبلغ نسبة نجاح العملية حوالي 95 % من الحالات، وفي نسبة قليلة قد تحتاج إلى بعض التعديلات البسيطة للحصول على النتيجة المطلوبة.
قد يكون هناك ألم أو دم خفيف مع أول لقاء زوجي، ولكن ينتهي ذلك بعد تكرار اللقاء، وينصح باستخدام نوع من المراهم في المرات الأولى.

## عمليات تقويم الشفر الصغرى
الترهل والإطالة في حجم الشفرتين الصُغرتين أو التشققات أو التشوهات تحدث عادة نتيجة الولادة المهبلية، فخلال الولادة يتم تمدد وأحيانا تمزق في جلد وأنسجة الشفرتين مما يؤدي إلى مظهر قد تعتبره المرأة غير طبيعي وغير جميل، مما ينعكس سلبياً على شعورها بأنوثتها وبثقتها بنفسها وبالتالي على حياتها الجنسية. وفي حالات أخرى يكون كبر حجم الشفرتين موجود منذ الولادة. بالإضافة للتأثيرات النفسية، قد يكون هناك تأثيرات جسدية مثل عدم الارتياح أو الألم أو تهيج في الجلد عند ارتداء بعض أنواع الملابس أو عند ممارسة بعض أنواع الرياضة وغيرها.
الهدف من الجراحة هو إصلاح أي تشققات أو تشوهات، وتشكيل الأجزاء الخارجية الكبيرة أو غير المتساوية وإصلاح عدم التساوي في طول الشفرتين الصغرتين أو تصغير حجم الشفرين معاً وتحسين مظهرهما عن طريق إزالة الجلد الزائد بإسلوب جراحي معين وبدون ترك ندب جراحية واضحة وبدون التأثير سلبياً على شكل أو لون أو إحساس الجلد.
و بالإمكان إجراء العملية إما بالتخدير العام أو التخدير الموضعي بناء على رغبة المريضة، وتستغرق العملية عادة حوالي الساعة. بعد العملية الجراحية يمكن للمرأة العودة إلى نشاطاتها اليومية المعتادة خلال عدة أيام.

## عمليات تضخيم أو تصغير الشفر الكبرى
و تجرى هذه العمليات لعلاج ترهل هذه المنطقة، إما بسبب التقدم في السن أو فقدان الوزن. وتكون بإزالة جزء من الجلد والأنسجة، أو بحقن المنطقة بدهون مأخوذة من أرداف أو بطن نفس السيدة، أو بمادة مضخمة صناعية.
و تستغرق هذه العملية حوالي الساعة إلى الساعتين، حسب نوع العملية، وبالإمكان إجراء العملية إما بالتخدير العام أو التخدير الموضعي بناء على رغبة المريضة.

## معلومات عامة قبل وبعد العمليات

### قبل العملية
- يجب على المريضة إبلاغ الطبيب الجراح وطبيب التخدير عن أي مشاكل صحية تعاني منها، وإذا كانت تتناول أي أدوية حتى وإن كانت عشبية.
- تقوم المريضة بعمل بعض التحاليل واختبار حمل للتأكد من عدم وجود حمل.
- إذا كانت السيدة مُدخنة، فينصح بإيقاف التدخين إسبوعان على الأقل قبل إجراء العملية لتجنب أي مشاكل في التئام الجرح بعد العملية.
- الامتناع عن أخذ أي طعام أو شراب قبل العملية بـ 12 ساعات.
- الامتناع عن إقامة علاقة زوجية في الليلة قبل إجراء العملية.

### بعد العملية
- تخرج السيدة من المستشفى بعد بضع ساعات إلى 24 ساعة من إجراء العملية، حسب العملية.
- تشعر السيدة ببعض الألم وعدم الارتياح لمدة أسبوع تقريباً بعد إجراء العملية. و تحتاج إلى بعض المسكنات لتخفيف الألم.
- تعود السيدة إلى العمل بعد 6 – 7 أيام من إجراء العملية.
- ذوبان الخيوط الجراحية يحدث بعد 7 – 21 يوم.
- ممنوع إقامة علاقة زوجية إلا بعد 4 - 6 أسابيع من العملية.
- ينصح بالقيام بالتمارين لتقوية عضلات الحوض 4 أسابيع من العملية.
- الإمساك وتجنب الدفع إلى أسفل أثناء التبرز.
- يجب تجنب حمل أشياء ثقيلة لمدة 6 أسابيع من العملية.

#### موسع المهبل
المقال الأساسي: موسع المهبل

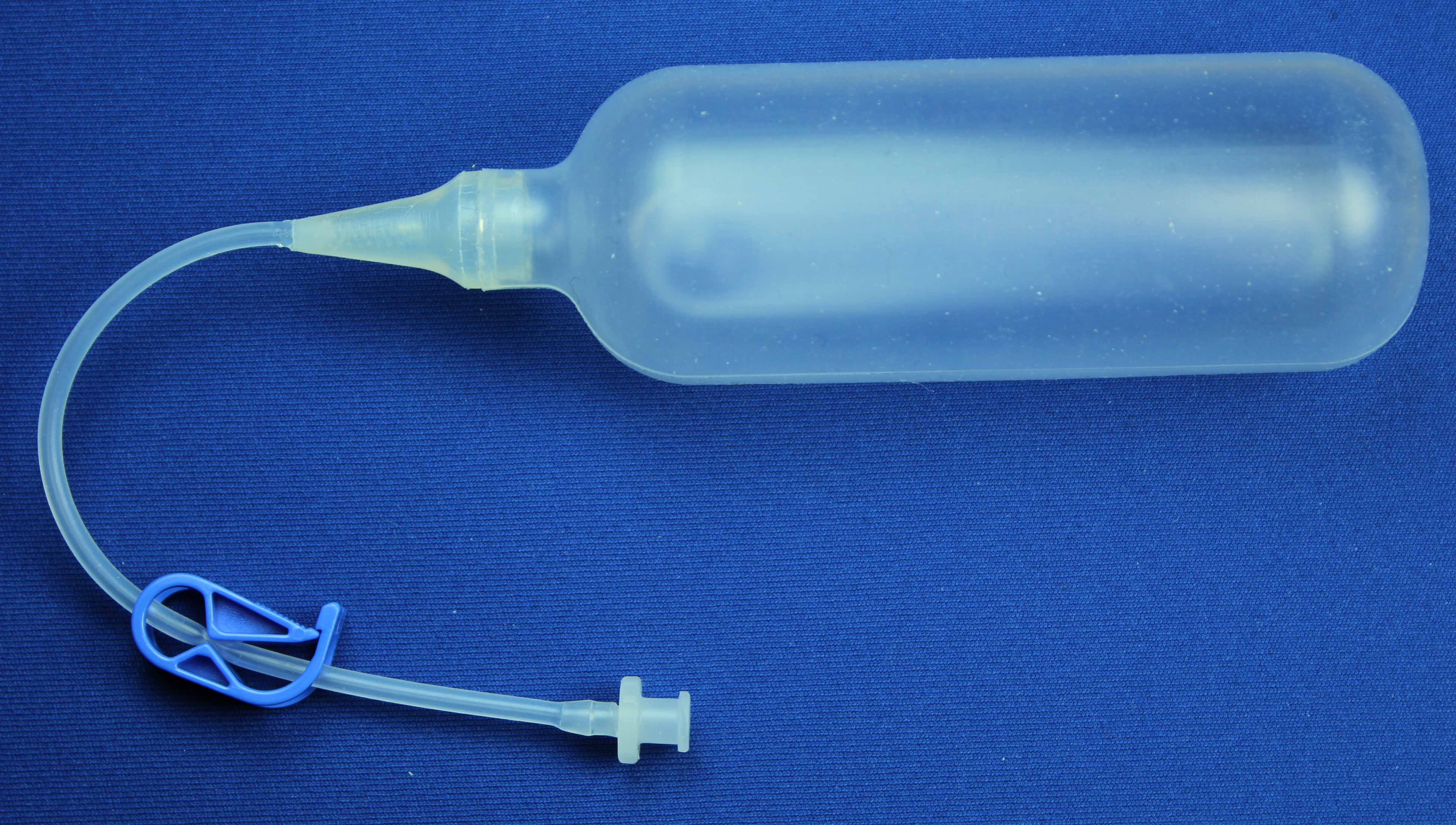
موسع مهبلي ZSI 200 NS قابل للنفخ

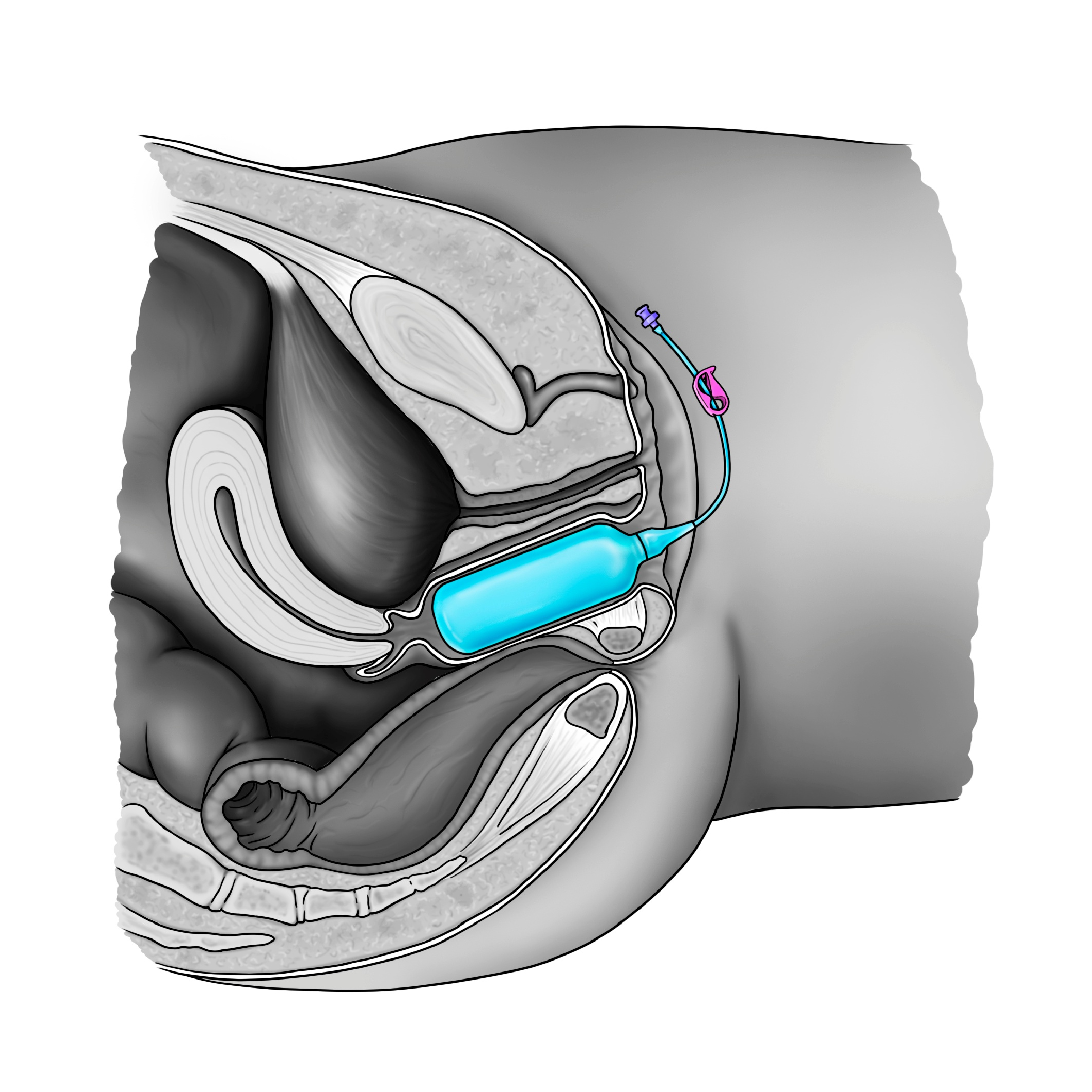
موسع مهبلي ZSI 200 NS قابل للنفخ موضوع داخل مهبل إمرأة

أغلب الأساليب الجراحية لرأب المهبل تستخدم موسع المهبل القابل للنفخ أو الإستنتات المهبلية من أجل تحديد حجم وعمق المهبل الجديد. في نهاية العملية، يتم إبقاء الجهاز في مكانه وذلك للحفاظ على المهبل الجديد ملصقاً لجدار الحوض، وهذا ما يشجع عملية تكوين الأوعية الدموية الجديدة الميكروسكوبية، ويقلل من إحتمال نشوء ورم دموي. وبعد العملية، يمكن استخدام موسع المهبل بشكل منتظم لمنع ضيق المهبل. يمكن استخدام موسعات المهبل الصلبة مباشرةً بعد العملية لمنع نشوء الالتصاقات في جدار المهبل، وللحفاظ على المهبل الجديد. عدد المرات التي يجب يستخدم فيها موسع المهبل تقل مع الوقت، ولكن قد تبقى الحاجة لاستعمالها مدى الحياة.

### المضاعفات
كأي عملية جراحية قد تحدث في بعض الحالات مضاعفات مثل:
- انفتاح مكان الجرح.
- نزيف خلال العملية.
- حساسية من التخدير.
- في بعض الحالات قد يحدث ألم أثناء الجماع بعد عمليات تضييق وتجميل المهبل، وقد تزول لاحقا، ونادراً ما يستمر الألم إذا ما كان التضييق أكثر من المطلوب، أو إذا تمت العملية بطريقة غير صحيحة.